# Efecto Mannesmann
El efecto Mannesmann fue descubierto por el técnico industrial alemán Reinhard Mannesmann (1856-1922), cuyo padre era propietario de la primera fábrica alemana de herramientas especiales, y ya había intentado fabricar tubos de acero sin costura capaces de soportar altas presiones. Mannesmann lo logró en el año 1884, en colaboración con su hermano Max. En sus investigaciones a este respecto descubrió que, al laminar oblicuamente barras de sección circular, éstas presentaban grietas en su interior. Gracias a la adopción de las medidas adecuadas, potenció este efecto creando finalmente el procedimiento a paso de peregrino (1885), que permite obtener tubos sin costura a partir de bloques macizos. Los hermanos Mannesmann explotaron su invento creando varias fábricas que agruparon en 1890 para formar la Mannesmann AG. Mannesmann presentó, además del «procedimiento a paso de peregrino», otras patentes que encontraron aplicación a nivel internacional en diversas empresas.